# Rezerwat przyrody Jezioro Szczawińskie
Rezerwat przyrody „Jezioro Szczawińskie” – wodny rezerwat przyrody obejmujący obszar wód, bagien, pastwisk i zadrzewień o łącznej powierzchni 137,88 ha, utworzony w 2009 r. na terenie gminy Szczawin Kościelny, w powiecie gostynińskim, w województwie mazowieckim. Wokół rezerwatu utworzono otulinę o powierzchni 339,8646 ha.
Celem ochrony rezerwatu jest zachowanie ekosystemu jeziora z naturalnym, strefowym układem zbiorowisk. Teren rezerwatu jest miejscem lęgów wielu gatunków ptaków, m.in. rybitwy czarnej, bąka, bączka. Łącznie odnotowano tu prawie 120 gatunków ptaków.
Na terenie rezerwatu stwierdzono 189 gatunków roślin naczyniowych oraz 6 gatunków mszaków i grzybów.
Rezerwat leży w granicach obszaru specjalnej ochrony ptaków „Doliny Przysowy i Słudwi” PLB100003, ostoi ptaków IBA o nr 145 oraz Obszaru Chronionego Krajobrazu Dolina Przysowy.
Na mocy obowiązującego planu ochrony ustanowionego w 2019 r., obszar rezerwatu objęty jest ochroną czynną.
Rezerwat nie jest udostępniony dla ruchu turystycznego ani dla amatorskiego połowu ryb i rybactwa.